# Jordon Mutch
Jordon James Edward Sydney Mutch (Derby, 2 december 1991) is een Engels voetballer die bij voorkeur als centrale middenvelder speelt.

## Clubcarrière
Mutch verruilde in 2007 de jeugdopleiding van Derby County voor die van Birmingham City. Hij maakte zijn debuut in augustus 2008 in een League Cup-wedstrijd. Mutch was op dat moment 16 jaar en 268 dagen oud, wat hem de op een na jongste debutant in de clubgeschiedenis maakte, na Trevor Francis. Het volgende jaar maakte hij voor het eerst zijn opwachting in de Football League tijdens een verhuurperiode bij Hereford United. Hij bracht ook huurperiodes door in de Championship bij Doncaster Rovers en Watford. Mutch werd uiteindelijk een vaste waarde voor Birmingham en verliet de club in 2012 om aan de slag te gaan bij Cardiff City. Hij had in zijn eerste seizoen een groot aandeel in de promotie van de ploeg naar de Premier League. In 2014 degradeerde Cardiff terug naar de Championship. Mutch daalde niet mee af, maar tekende een contract bij Queens Park Rangers. Hier wist hij geen potten te breken en in januari 2015 verkaste hij naar Crystal Palace. Mutch werd in de tweede helft van het seizoen 2017/18 verhuurd aan Reading en voor het restant van het kalenderjaar aan Vancouver Whitecaps, uitkomend in de Major League Soccer. In januari 2019 werd Mutch' contract bij Crystal Palace ontbonden, waarna hij naar Zuid-Korea trok om te gaan voetballen bij Gyeongnam FC. Hier speelde hij een halfjaar.

## Interlandcarrière
Mutch speelde voor meerdere nationale jeugdelftallen. Op 28 maart 2011 debuteerde hij voor Engeland -21 tegen IJsland -21, zijn enige wedstrijd voor dat elftal ooit. Hij mocht zeven minuten voor affluiten invallen voor Josh McEachran.

## Erelijst
| Kampioen Championship | 1x | 2012/13 |